# Права состояния
Права состояния — в законодательстве Российской империи — общее название сословных прав (податных и неподатных состояний), политических и гражданских.

## Классификация
Законодательство предусматривало следующую общую классификацию прав состояния:
- «природные обыватели» (подданные страны)
  - дворянство
  - духовенство
  - городские обыватели
    - почётные граждане
    - купцы
    - ремесленники (цеховые)
    - мещане

  - сельские обыватели
- «инородцы»
  - кочующие
  - некочующие (оседлые)
- иностранцы

## Высшие и низшие состояния
Привилегированными состояниями считались: дворянство, духовенство, и (с 1832 года) почётные граждане. Сельское, мещанское и цеховое состояния считались наименее привилегированными.

## Возраст вступления в права
В полном виде права состояния начинали применяться к совершеннолетию, которое для этих целей определялось:
- для поступления в службу — 16 лет
- для брака мужчине — 18 лет, женщине — 16 лет
- для управления имуществом и заключения договоров — 17 лет с попечителем, 21 год без попечителя
- для свидетельства в суде — 15 лет
- для участия в дворянском собрании — 21 год
- для участия в городских выборах — 25 лет
- для занятия должностей в сельском и волостном управлении — 25 лет

## Приобретение и сообщение прав
Закон различал приобретение и «сообщение» прав; под последним понималась передача прав мужем жене и потомству. Муж высшего состояния передавал права жене; жена не передавала прав ни мужу, ни детям, но сохраняла права высшего состояния, если они принадлежали ей по происхождению или были приобретены через брак.
Дети обычно приобретали наследственные (но не личные) права состояния отца (кроме духовенства с 1869 года и купечества), но для привилегированных сословий лишь дети по рождению, а не по усыновлению. Дети священнослужителей (священников и дьяконов) с 1869 года становились потомственными почётными гражданами, церковнослужителей (дьячков, пономарей, псаломщиков) — личными почётными гражданами. Изменение состояния родителей шло в пользу детей: при повышении родителей состояния дети приобретали права высшего состояния, а при понижении — сохраняли прежние права состояния.
Почётное гражданство могло быть получено за заслуги и выслугу лет купцами 1-й гильдии, а также после получения высшего образования.
Кроме того, права состояния могли быть приобретены через получение на службе определённого чина или ордена, а также пожалованием императора.
Низшие сословия могли также получать права «припиской»: согласием нового общества принять человека и прежнего общества его отпустить.
Лица, не принадлежавшие ни к какому состоянию, были обязаны «избрать род жизни», то есть приписаться к одному из податных сословий. Это приходилось делать всем незаконнорождённым по достижении совершеннолетия, так как им ни отец, ни мать не сообщали своего состояния.

## Приостановление прав
Права приостанавливались в случае сумасшествия и безвестного отсутствия.

## Лишение прав
Лишение прав было возможно только по суду за совершение преступления и не распространялось на семью, даже если семья решила следовать в ссылку за осуждённым. Имущество лица, лишённого прав, переходило к его наследникам, как будто после естественной смерти.
Восстановление прав состояния, потерянных через преступление, было возможно только по указанию императора. Если же права были потеряны по другим обстоятельствам, то они могли быть восстановлены по предъявлении доказательств.
Лица, лишённые прав состояния, могли по истечении определённого срока приписываться к крестьянским обществам, за исключением бессрочно-каторжных и сосланных на поселение за кровосмешение, которые теряли все права состояния навсегда.
Переход в низшее состояние обычно нёс лишь частичную утрату прав. Например, купец, перешедший в цеховые, по-прежнему не подлежал телесным наказаниям.